# 1977年航空
此條目列出1977年發生有關航空運輸的事件。

## 事件
- ：烏干達航空（英语：Uganda Airlines）啟航。

### 1月
- 1月：由肯尼亞、坦桑尼亞及烏干達共同營運的東非航空（英语：East African Airways）進入破產清算，並正式停運。
- 1月20日：里約熱內盧/加利昂-安東尼奧·卡洛斯·若比姆國際機場1號客運大樓啟用。
- 1月22日：肯尼亞航空成立。

### 2月
- 2月4日：肯尼亞航空啟航。

### 3月
- 3月11日：坦桑尼亞航空成立。
- 3月27日：發生特內里費空難，是迄今全球死亡人數最多的空難，兩架波音747客機在跑道相撞，導致583人死亡61人受傷。

### 4月
- 4月4日：發生南方航空242號班機空難，導致72人死亡22人受傷。

### 5月
- 5月：帝國航空成立。

### 6月
- 6月1日：坦桑尼亞航空啟航。

### 7月
- 7月21日：美國國家航空成立。

### 8月
- 8月1日：澎湖機場開放民航。

### 9月
- 9月2日：發生環子午線航空3751號班機空難，導致機上4人全部死亡。
- 9月15日：塞舌爾航空成立。
- 9月27日：發生日本航空715號班機空難，導致34人死亡45人受傷。
- 9月28日：發生日本航空472號班機劫機事件，日本赤軍劫持了飛機前往孟加拉首都達卡。

### 10月
- 10月3日：哥德堡-蘭德維特機場啟用。
- 10月13日：發生漢莎航空181號班機劫機事件，導致4人死亡5人受傷，另外91人生還，包括劫機者。

### 11月
- 11月1日：圖波列夫Tu-144超音速客機投入營運。
- 11月：位於安徽省合肥市包河區的合肥駱崗國際機場啟用。

### 12月
- 12月4日：發生馬來西亞航空653號班機空難，機上100人全部罹難。